# Gare centrale de Fribourg
Ne doit pas être confondu avec Gare de Fribourg.
 (septembre 2022).
Si vous disposez d'ouvrages ou d'articles de référence ou si vous connaissez des sites web de qualité traitant du thème abordé ici, merci de compléter l'article en donnant les références utiles à sa vérifiabilité et en les liant à la section « Notes et références ».
La gare centrale de Fribourg (en allemand : Freiburg Hauptbahnhof) est une gare ferroviaire allemande, située au centre de la ville de Fribourg-en-Brisgau, dans le land de Bade-Wurtemberg.

## Situation ferroviaire
La gare est située au point kilométrique 208,3 de la ligne Mannheim – Karlsruhe – Bâle (Rheintalbahn), à 278 mètres d'altitude, entre les gares de Freiburg-Herdern et de Freiburg-St. Georgen.
Elle est aussi l'origine de la Höllentalbahn, vers Donaueschingen, et de la Breisacher Bahn, vers Vieux-Brisach.

## Histoire
Construite en 1845 puis détruite pendant la Seconde Guerre mondiale, la gare a été reconstruite provisoirement en 1949, puis modernisée en 1999.
La relation TGV vers Paris (créée en août 2013) a été modifiée au service annuel 2019, commençant le 9 décembre 2018. Jusqu'alors, les trains arrivaient à la gare de Lyon (au lieu de la gare de l'Est) car ils empruntaient la LGV Rhin-Rhône ; ils passent désormais par la LGV Est européenne et Strasbourg. En outre, une liaison vers Bordeaux est ajoutée le 11 décembre 2022 ; elle est cependant supprimée en décembre 2024.

## Service des voyageurs

### Accueil
La gare est ouverte tous les jours de 5 h 50 à 20 h ; des automates sont à disposition pour l'achat de titres de transport.

### Desserte

#### Trains à grande vitesse
| Liaison | Trajet | Fréquence              |
| ------- | --- | ---------------------- |
| ICE 12  | Berlin – Braunschweig Hbf – Kassel – Francfort Hbf – Mannheim Hbf – Karlsruhe Hbf – Offenbourg Bf – Fribourg – Basel SBB – Zurich Hbf – Interlaken-Est | Toutes les deux heures |
| ICE 20  | Kiel Hbf – Hambourg Hbf – Hanovre Hbf – Kassel-Wilhelmshöhe – Frankfurt Hbf – Frankfurt aéroport – Mainz Hbf – Mannheim – Karlsruhe – Fribourg Hbf – Bâle bad Bf – Basel SBB – (Zürich – Interlaken Ost)                                                                                | Toutes les deux heures |
| ICE 31  | Kiel – Hamburg – Bremen – Münster – Dortmund – (Bochum Hbf – Essen Hbf – Duisbourg Hbf – Düsseldorf Hbf) ou (Hagen – Wuppertal Hbf) – Köln – Bonn – Koblenz – Mainz – Frankfurt aéroport – Frankfurt Hbf – Mannheim – Karlsruhe – Fribourg – Basel Bad Bf – Basel SBB                   | Toutes les deux heures |
| ICE 43  | (Amsterdam CS – Oberhausen – Duisburg – Düsseldorf) ou (Hanovre – Bielefeld – Hamm (Westf) – Dortmund Hbf – Hagen – Wuppertal Hbf – Solingen) – Cologne Hbf – Siegburg/Bonn – Aéroport de Francfort – Mannheim Hbf – Karlsruhe Hbf – Offenbourg Bf – Fribourg – Bâle bad Bf – Basel SBB | Toutes les deux heures |

| Origine   | Arrêt précédent       | Train | Train     | Train | Arrêt suivant | Destination |
| --------- | --------------------- | ----- | --------- | ----- | ------------- | ----------- |
| Paris-Est | Ringsheim/Europa-Park |       | TGV inOui |       | Terminus      | Terminus    |

#### Autres trains
| Origine                                            | Arrêt précédent                           | Train | Train                              | Train | Arrêt suivant                                   | Destination                                   |
| -------------------------------------------------- | ----------------------------------------- | ----- | ---------------------------------- | ----- | ----------------------------------------------- | --------------------------------------------- |
| Amsterdam-Central ou Berlin Hbf ou Hambourg-Altona | Offenbourg                                |       | NJ                                 |       | Bâle Bad                                        | Zurich HB                                     |
| Berlin Hbf                                         | Offenbourg                                |       | Flixtrain                          |       | Weil am Rhein                                   | Bâle Bad                                      |
| Francfort-sur-le-Main Hbf                          | Ringsheim/Europa-Park                     |       | EC                                 |       | Bâle Bad                                        | Milan-Centrale                                |
| Karlsruhe Hbf ou Offenbourg                        | Emmendingen ou Denzlingen ou Gundelfingen |       | DB                                 |       | Freiburg-St. Georgen ou Ebringen ou Schallstadt | Müllheim ou Neuenburg ou Bâle Bad ou Bâle CFF |
| Terminus                                           | Terminus                                  |       | TER Grand Est(week-ends et fériés) |       | Müllheim                                        | Mulhouse-Ville                                |